# 減速
| ウィキペディアには「減速」という見出しの百科事典記事はありません（タイトルに「減速」を含むページの一覧/「減速」で始まるページの一覧）。 代わりにウィクショナリーのページ「減速」が役に立つかもしれません。 |